# Kabhre (Dholkha)
Kabhre (nep. काब्रे) – gaun wikas samiti w środkowej części Nepalu w strefie Dźanakpur w dystrykcie Dholkha. Według nepalskiego spisu powszechnego z 2001 roku liczył on 1192 gospodarstw domowych i 5350 mieszkańców (2747 kobiet i 2603 mężczyzn).